# Myiodola maculosa
Myiodola maculosa är en skalbaggsart som beskrevs av Leon Fairmaire 1901. Myiodola maculosa ingår i släktet Myiodola och familjen långhorningar.
Artens utbredningsområde är Madagaskar. Inga underarter finns listade i Catalogue of Life.